# TG Nove
TG Nove è il notiziario del canale Nove, prodotto da Warner Bros. Discovery Italia. L'attuale direttore responsabile è Adriano Baioni.
Si compone di tre edizioni giornaliere della durata di 5 minuti ciascuna (tutti i giorni a orari variabili), in cui con brevi flash vengono trattate le principali notizie della giornata, seguite dal meteo.
Il notiziario è curato da CNN mentre le previsioni meteo da ilMeteo; fino al 31 dicembre 2023 erano entrambi a cura di LaPresse.

## Storia
Il TG Nove (inizialmente Deejay TG) nasce il 1º novembre 2009 come erede di All News, il notiziario del canale All Music, del quale Deejay TV prende il posto sulle sue frequenze terrestri.
La redazione del Deejay TG era composta da tre giornalisti che, con l'aiuto di collaboratori e del supporto tecnico esterno, curavano anche le notizie per conto del canale e per il notiziario di Radio Deejay.
Fino al 2015, il Deejay TG aveva una durata di 4 minuti e andavano sempre in onda tre edizioni giornaliere ma a orari diversi (14:00, 17:00, 19:00). Le notizie trattate dal TG erano prevalentemente quelle relative al mondo della musica, del gossip e dello spettacolo.

### Passaggio da Deejay TV a Nove
All'inizio del 2014 Deejay TV rischia la chiusura a causa di una crisi economica dovuta a una flessione degli introiti pubblicitari.
Il 1º febbraio 2015 Elemedia cede All Music S.p.A. (editore di Deejay TV) a Discovery Italia.
Il 9 settembre 2015, con il restyling grafico di Deejay TV, anche il notiziario rinnova la propria veste grafica, con sigle e musiche del tutto nuove.
Dal 22 febbraio 2016, il Deejay TG diventa Nove TG, conseguentemente al cambio di denominazione del canale da Deejay TV a Nove.
Nel 2018 il notiziario rinnova la propria veste grafica.
Il 1º gennaio 2024 il notiziario, insieme alle strisce informative già in onda sugli altri canali di Discovery Italia, cambia denominazione e diventa TG Nove, il quale d'ora in poi è prodotto in collaborazione con CNN.

## Rubriche e Approfondimenti

### Attuali
- IlMeteo (dal 2024)
- Comunicazione Politica

### Cessate
- Meteo Deejay TV/Meteo Nove (2009-2024)
- Zona di Guerra (2022)

## Conduttori

### Passati
- Melissa Greta Marchetto (2009-2015)
- Virginia Antonino (2009-2015)[5]

## Direttori
| Nome              | Inizio mandato | Fine mandato | Ad interim |
| ----------------- | -------------- | ------------ | ---------- |
| Rossana Giorgetti | 2009           | 2015         |            |
| Adriano Baioni    | 2015           | in carica    |            |